# Kotiteollisuus
Kotiteollisuus (traducere: Industria Artizanală) este o formație finlandeză de heavy metal care a a luat ființă în 1991 in Lappeenranta.  Si-au înregistrat primul single demo în 1993 sub numele "Hullu ukko ja kotiteollisuus" ("Bătrînul nebun (sic) și Industria Artizanală").  Numele scurt al formației a fost introdus în 1997.
Se spune despre Kotiteollisuus ca realizează sinteza "unui heavy metal furios cu sufletul finlandez". Subiectele abordate în cîntece sunt actuala stare a natiunii (finlandeze), religia și umanitatea în general.  Membrii formației au devenit cunoscuți pentru franchețea lor cu ocazia interviurilor și spectacolelor.  În special solistul Jouni Hynynen este "renumit" pentru insultele și comentariile adresate audienței în timpul spectacolelor.
Kotiteollisuus este fără îndoială una dintre cele mai populare formații de metal din Finlanda, avînd la activ un album de platină și mai multe de aur.
Au scos al optulea album, Iankaikkinen, în noiembrie 2006.

## Discografie
- Hullu ukko ja kotiteollisuus ('Bătrînul nebun și Industria Artizanală') (1996)
- Aamen (1998)
- Eevan perintö  ('Moștenirea Evei') (1999)
- Tomusta ja tuhkasta ('Din pulbere și cenușe') (2000)
- Kuolleen kukan nimi ('Numele unei flori moarte') (2002)
- Helvetistä itään ('La est de Iad') (2003)
- 7 (2005)
- Iankaikkinen ('Eternitate') (2006)
- Sotakoira (2008)
- Ukonhauta (2009)
- Kotiteollisuus (2011)
- Sotakoira II(2012)
- Maailmanloppu (2013)
- Kruuna/Klaava (2015)
- Vieraan vallan aurinko (2016)
- Valtatie 666 (2018)

## Componență

### Membri actuali
- Jouni Hynynen (chitară și voce)
- Janne Hongisto (bas)
- Jari Sinkkonen (baterie)

Fosti membri
- Aki Virtanen (chitară)
- Marko Annala (chitară)